# نورإبينفرين (دواء)
نورإبينفرين, ويعرف أيضا بنورأدرينالين، وهو دواء يستعمل لعلاج الأشخاص الذين يعانون من إنخفاض شديد في ضغط الدم. يعدّ النورإبينفرين دواء مثالي لحالات تعفّن الدم إذا لم يتحسّن انخفاض ضغط الدم بعد العلاج عن طريق الوريد. يعتبر النورإبينفرين هرمون وناقل عصبي أيضا، ويتم أخذه ببطء عن طريق الوريد.
من أكثر الأعراض الجانبية شيوعا لاستخدام النورإبينفرين: الصداع، تباطؤ في معدل ضربات القلب، و القلق. و من الأعراض الجانبية الأخرى التي قد تحدث أيضا هي اضطراب في نبضات القلب.
إذا تسرّب النورإبينفرين من مكان حقنه في الوريد، فقد يُحدِث ذلك نقص التروية الطرفي الحاد. و في حال تم التسريب، يتم استخدام الفنتولامين في المنطقة المتأثرة لتحسين النتائج.
يعمل النورإبينفرين من خلال ارتباطه وتحفيزه للمستقبلات الأدرينالينية من نوع ألفا.
تم اكتشاف النورإبينفرين في عام 1946, و تمت الموافقة على استخدامه الطبي في الولايات المتحدة في عام 1950. ومتوفر أيضا كدواء مكافئ.
تبلغ تكلفته بالجملة في الدول النامية منذ 2015 بما يقارب 5.42 دولار أمريكي لكل عبوة تحوي 4 ميليغرام. و بما يقارب 4.40 باوند في هيئة الخدمات الصحية الوطنية في المملكة المتحدة.

## استخداماته الطبية
يستخدم النورإبينفرين بشكل أساسي كمحاكي ودي لعلاج الأشخاص في حالات صدمات توسع الأوعية الدموية, كالصدمة الإنتانية, و الصدمة العصبية. ويظهر أعراض جانبة أقل مقارنة بالعلاج بالدوبامين.

## آلية عمله
يحفّز النورإبينفرين مستقبلات الأدرينالين ألفا1 و ألفا2, مما يحدث تضيّق في الأوعية الدموية, وبالتالي يزيد من مقاومة الأوعية المحيطية، وزيادة ضغط الدم. وهذه الآلية تقلل من الدم المغذّي للقناة الهضمية وللكلى.
و يعمل النورإبينفرين على المستقبل الأدريناليني بيتا1, مما يسبب في زيادة معدل ضربات القلب و النتاج القلبي. يعمل النورإبينفرين على مستقبلات ألفا أكثر من مستقبلات بيتا.

## أسمائه
يعتبر النورإبينفرين اسم دولي غير مسجل الملكية, أمّا النورأدرينالين فهو اسم معتمد بريطاني.